# Døvefonden
Døvefonden er en dansk fond, hvis formål er, at støtte Danske Døves Landsforbunds (DDL) arbejdet, samt yde støtte til døve og hørehæmmede.
Fonden yder også støtte til grupper af døve eller hørehæmmede, samt støtte til forsknings- og oplysningsvirksomhed om døve og hørehæmmede.

## Castbergprisen
Døvefonden er også ansvarlig for uddeling af Castbergprisen, som gives til personer, der på særlig vis har fremmet døvesagen. Den er opkaldt efter Peter Atke Castberg.
Personer, der har modtaget Castbergprisen:
- 1970 Lar von der Lieth, København
- 1972 Knud Børrild, Fredericia
- 1973 Asger Holm, København
- 1977 Annelise Harboe, København
- 1979 Anders Døssing, København og Lars-Åke Wikstrøm, Stockholm, Sverige
- 1980 Britta Hansen, København
- 1982 Jørgen Boesen/Sten Boesen, Kolding
- 1985 Karvig Rasmussen, København
- 1986 Johannes Pedersen, Herning
- 1987 Ole Artmann, Værløse
- 1989 Palle Vestberg Rasmussen, København
- 1990 Ritva Bergmann, København
- 1992 Knud Søndergaard, Hvidovre
- 1994 Elisabeth Engberg-Pedersen, Roskilde og Jonna Widell, København
- 1995 Asger Bergmann, København
- 1997 Hans Kristiansen, Rønde
- 1999 Jan William Rasmussen, København
- 2000 Peter Knudsen, Roskilde
- 2001 Helge Simmelsgaard, Horsens
- 2003 Lilly Krarup, Snejbjerg
- 2004 Pernille Bott-Petersen
- 2005 Liisa Kauppinen, Espoo, Finland
- 2010 Ole Aistrup Vestergaard, Løsning